# Klapka-induló
„Klapka-induló“ (česky Klapkův pochod), známý též jako „Komáromi induló“ (Komárenský pochod), je maďarský slavnostní vojenský pochod z roku 1849.

## Vznik skladby
Pochod byl pojmenován po maďarském armádním generálovi György Klapkovi, původem moravském Němci, který působil jako ministr války v průběhu maďarské revoluce v letech 1848–1849.
Skladbu složil maďarský skladatel Béni Egressy v průběhu obležení Protiturecké pevnosti v Komárnu rakouskými a ruskými jednotkami v roce 1949. Pochod se poprvé hrál 4. srpna 1849 po maďarském vítězství ve čtvrté bitvě o Komárno. Slova ke skladbě napsal maďarský básník Kálmán Thaly v roce 1861.

## Užívání
Pochod používají ozbrojené síly Maďarska, je tradiční součástí vojenských přehlídek v Budapešti.

## Text
| Slova Föl, föl, vitézek a csatára, a szent szabadság otalmára, édes hazánkért hősi vérünk ontjuk hullatjuk nagy bátran, míg élünk. Föl, föl, látjátok lobogómat, indulj utánam robogó had! Zeng, dörg az ágyú, csattog a kard, ez lelkesíti csatára a magyart! Híres Komárom be van véve, Klapka György a fővezére, büszkén kiáll a csatatérre, hajrá huszárok, utánam előre! | Překlad Vzhůru, vzhůru, vojáci do bitvy, v zájmu obrany svaté svobody, naše hrdinská krev pro naši sladkou zemi, prolejme ji s velkou odvahou, dokud žijeme. Vzhůru, vzhůru, pozvedněte prapor, postupujte za mnou do války! Děla duní, meče řinčí, to inspiruje Maďary k boji! Má slavná pevnost Komárno je obsazena, György Klapka je vrchní vůdce, stojí hrdinně na bitevním poli, pojďte husaři, vzhůru za mnou! |